# لودی

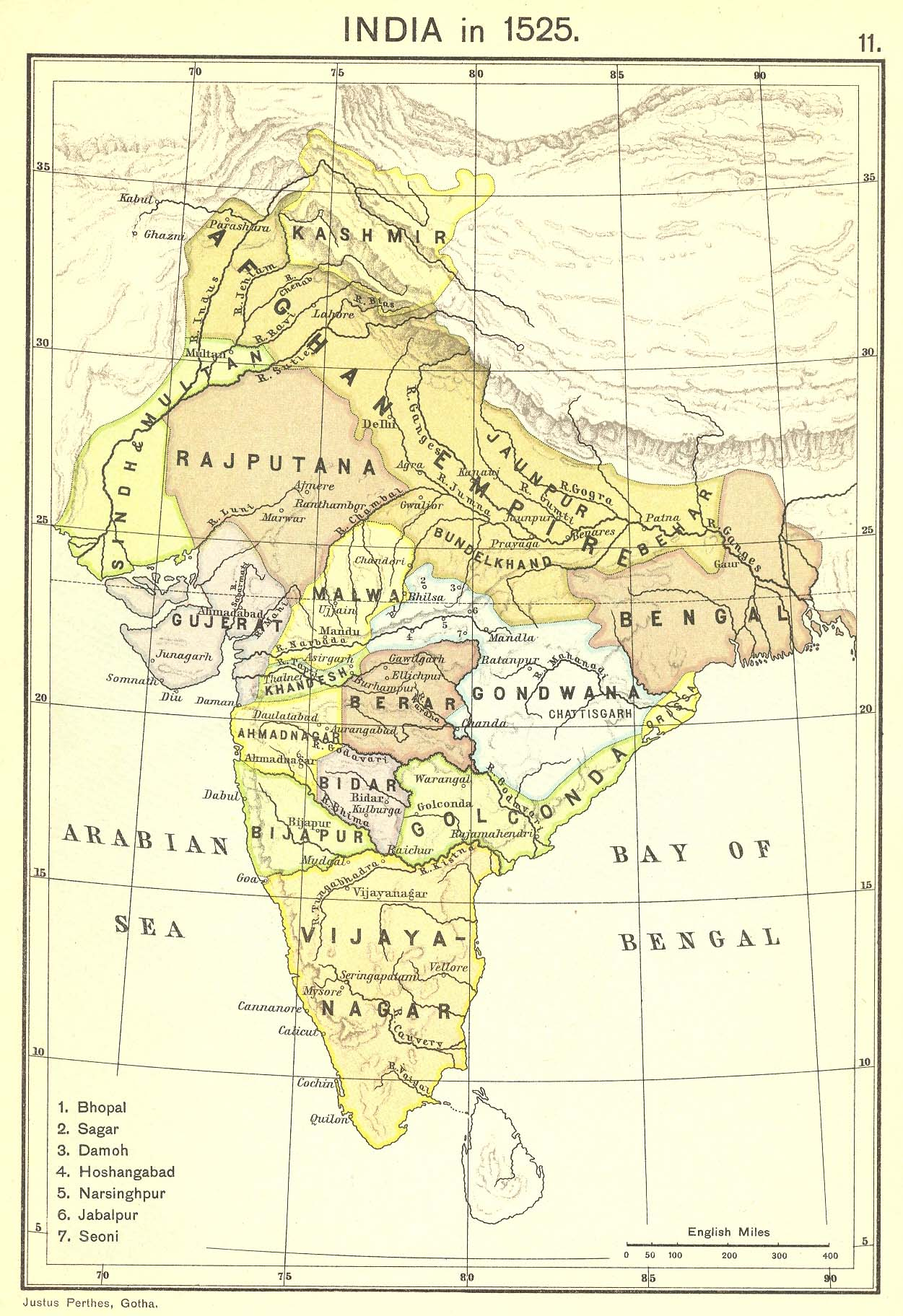
نشان دادن قلمرو سلسله لودی‌ در شمال هند در نقشه. تحت عنوان امپراتوری افغان (Afghan Empire)

امپراتوری لودی سلسله‌ای از حکمرانان دهلی در هند از پشتون‌تبارهای مسلمان (افغان‌ها) است که از ۱۴۵۱ تا ۱۵۲۶ میلادی حکمرانی کردند. این سلسله پس از هجوم امیر تیمور به هند در سال ۸۰۱ ه‍. ق. بعد از سلسلهٔ تغلقیه روی کار آمد و با هجوم بابر از میان رفت.
لودی‌ها از افغان‌های ولایت غزنه بودند که در دوران امپراتوری غزنویان توسط سلطان محمود غزنوی برای گسترش نفوس مسلمانان به شبه قارهٔ هند کوچانیده شده بودند که این سلسله مهاجرت‌ها با مرگ سلطان محمود خاتمه یافت.
اسامی امرای این سلسله چنین است:
- بهلول لودی (ح:۱۴۵۱–۱۴۸۹ م) (۸۵۵ ه‍. ق).
- سکندر لودی ابن بهلول (ح:۱۴۸۹–۱۵۱۷ م) (۸۹۴ ه‍. ق).
- ابراهیم لودی بن سکندر (ح:۱۵۱۷–۱۵۲۶ م) (۹۲۳–۹۳۰ ه‍. ق).